# El litre 4916
El litre 4916 es una comedia de situaciones chilena producida por Protab para Canal 13 (Chile).
Comenzó el 1 de abril de 1965 y se mantuvo al aire durante tres años continuados con un capítulo unitario una vez a la semana. Alcanzó todos los rankings de popularidad y el mayor premio de espectáculos para ese tiempo. Se trataba de la Cámara de Oro de 1967, entregada por la revista Ecran. Además, Luis Vilches obtuvo la estatuilla como mejor actor.

## Argumento
En boga estaba el tema de las juntas de vecinos, las cooperativas y los centros de madres. Por supuesto la familia que recién nacía debía estar inserta en este contexto social. Vivían en la calle "El Litre" y el número de la casa era "4916", de allí su nombre, en una casa sencilla. La familia estaba compuesta por Segundo (Jorge Yáñez), el padre, un obrero linotipista, modesto y ordenado; Rosaura (Blanca Löwe), la madre, una activa dueña de casa y presidenta del centro de madres de la población y su dos hijos, Carmencha (Sonia Viveros), que ayudaba a su madre en los quehaceres del hogar y José (Luis Vilches), un muchacho que siempre estaba inventando algo curioso y estudiaba en un liceo nocturno.

"El eslogan, el programa más laureado de la tevé, corresponde a una realidad", decía una revista de la época. Según el mismo Vilches este éxito se debió a que reflejaban los problemas de una clase obrera alta. "La temática eran situaciones cotidianas, tenían mucho mensaje, mostraban la autenticidad de una familia de ese nivel, situaciones y, sobre todo, relaciones personales reales que identificaban a todos, sin importar lugar geográfico y clase", dice el otrora José.
Nunca faltaron, en los capítulos, los amores de los hijos, las rabias de los padres y por supuesto la actividad de la señorita visitadora social.
"El Litre" comenzó a transmitirse a las 19.30 horas, los martes, pero debido a su creciente popularidad (acaparó en esa hora el 54,3 por ciento de la sintonía total de TV en Santiago)[cita requerida] lo ascendieron a un horario mucho mejor: a las 21:40, ubicándose entre dos importantes programas: Reportajes y El repórter Esso.
A los dos años de estar en pantalla, el teleteatro ostentaba la gracia de que no solo mantenía su popularidad, sino que comenzaba a ser grabado en exteriores y a incorporarse otros personajes. Entre ellos, Leonardo Perucci, quien interpretaba a un campeón universitario de natación; Teresa Molinari, polola de Leonardo; Jorge Cisternas, el poeta, y Pedro Villagra, un carabinero.

## Elenco
- Blanca Löwe como Rosaura.
- Jorge Yáñez como Segundo.
- Sonia Viveros como Carmencha.
- Luis Vilches como José.
- Leonardo Perucci como Leonardo, campeón de natación.
- Teresa Molinari como polola de Leonardo.
- Jorge Cisternas como el poeta.
- Pedro Villagra como Prudencio Romero, carabinero.

## Ficha técnica
- Elaboración: Protab
- Creador: Alicia Santaella
- Guion: Alicia Santaella